# Sportakrobatik
Unter Sportakrobatik (FIG-Bezeichnung engl.: Acrobatic gymnastics) versteht man Boden- oder Partner- bzw. Gruppenakrobatik als Wettkampfsport/Leistungssport.
Sportakrobatik wird in der Schweiz von der Sportunion Schweiz (SUS), in Deutschland vom Deutschen Sportakrobatik Bund (DSAB) und in Österreich vom Österreichischen Fachverband für Turnen (ÖFT) vertreten.
International wird die Sportakrobatik genauso wie Allgemeines Turnen, Gerätturnen, Trampolinturnen, Rhythmische Sportgymnastik und Sportaerobic durch die Fédération Internationale de Gymnastique (FIG, Internationaler Turnverband) und die Union Européenne de Gymnastique (UEG, Europäische Turnunion) vertreten.

## Regelwerk nach DSAB

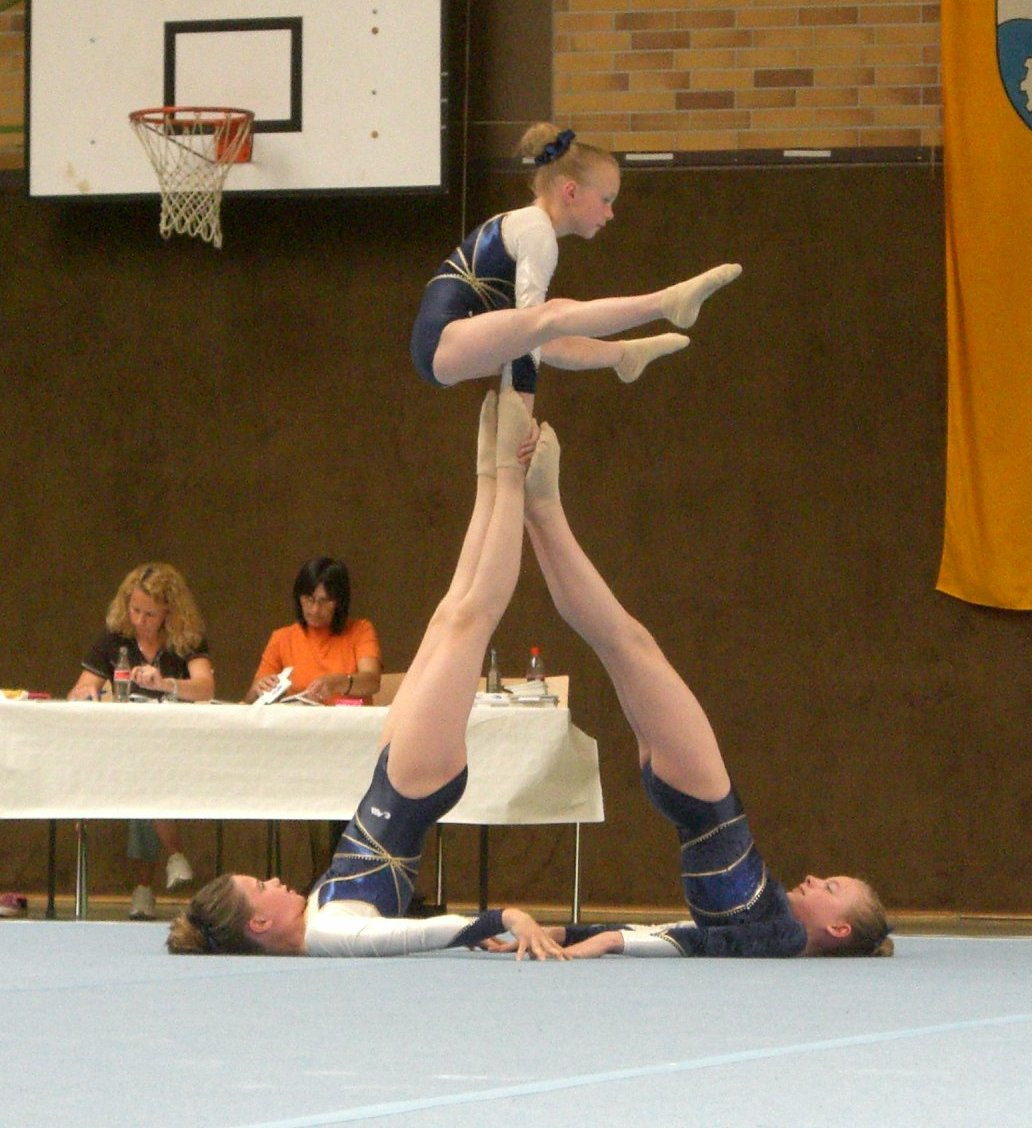
Balance-Element einer Damengruppe

Sportakrobaten turnen auf einer zwölf mal zwölf Meter großen, gefederten Bodenfläche. Das Wettkampfprogramm besteht aus einer Balance-, einer Dynamic- und einer kombinierten Übung als Mehrkampf. Meistertitel gibt es auch für die Balance- bzw. Dynamic-Übung. Diese unterscheiden sich im Charakter grundlegend. Alle Übungen müssen für maximal zweieinhalb Minuten nach Instrumentalmusik choreografiert werden. Eine der drei gezeigten Übungen darf Gesang in der Musik enthalten. Ab 2021 dürfen bei allen drei Übungen Musiken mit Gesang gewählt werden. In jeder Übung müssen 6 Elemente enthalten sein. In der kombinierten Übung jeweils 3 Balance- und 3 Dynamic-Elemente.
Es werden fünf akrobatische Disziplinen unterschieden:
- Damenpaare
- Herrenpaare
- Gemischte Paare (Dame, Herr)
- Damengruppen (3 Damen)
- Herrengruppen (4 Herren)

Auf nationaler Ebene kommen noch die Disziplinen Podest Damen und Podest Herren dazu.
Die Wettbewerbe werden weiterhin in Altersgruppen der Schüler, Jugend, Junioren und Senioren gegliedert.
Bei allen Zusammensetzungen müssen die Vorgaben des Code of Point (Regelwerk für Sportakrobatik), und die des Kürkataloges berücksichtigt werden. Beide werden von der FIG alle vier Jahre überarbeitet und an die Länder weitergegeben. Spezielle Eigenheiten für Deutschland werden in der Wettkampfordnung des DSAB geregelt.
Meisterschaften:
Jedes Jahr werden Deutsche Meisterschaften abgehalten, für die man sich zunächst im Bundesland qualifizieren muss.
International gibt es Weltmeisterschaften, Europameisterschaften und neuerdings für ausgewählte Disziplinen auch die Youth Olympic Games.
Bewertet wird in drei Kategorien: Technik, Artistik und Schwierigkeit.
In der technischen Ausführung werden Punkte von 10 abgezogen und am Ende wird dies verdoppelt, sodass man maximal 20 Punkte erhalten kann. Pro Element darf bis zu einem Punkt abgezogen werden. Ein Sturz wird immer mit einem Punkt Abzug bestraft (Da es verdoppelt wird, sind es tatsächlich zwei Punkte Abzug).
In der Artistik gibt es mindestens 5 und maximal 10 Punkte, die für Musikalität, Ausdruck, Partnerverhältnis, Darbietung und Kreativität verliehen werden.
Die Schwierigkeit ist nach oben hin offen, macht aber gewöhnlicherweise nur einen kleinen Teil der Gesamt-Punktzahl aus, da 10 Schwierigkeits-Value nur ein Zehntel eines Punktes einbringen und mehr als 300 Value, also 3 Punkte, selten erreicht werden.

## Schweiz
In der Schweiz wurde die Sportakrobatik von 1992 bis 2012 vom Schweizer Sportakrobatik Verband vertreten. Seither übernimmt diese Funktion die Sportunion Schweiz, die 2012 am Internationalen Winti-Cup die ersten Schweizer Meisterschaften in der Sportakrobatik durchführten. Die bekanntesten Schweizer Sportakrobatikvereine sind die Akrobatik & Geräteriege Winterthur und die TV Neue Sektion Winterthur, deren Sportler an den ersten Schweizer Meisterschaften auch die meisten Medaillen gewannen.